# Pseudoterpna cinarescens
Pseudoterpna cinarescens là một loài bướm đêm trong họ Geometridae.